# بريسكوت شيلدون بوش
بريسكوت شيلدون بوش (بالإنجليزية: Prescott Bush)‏ مواليد 15 مايو 1895 في كولومبوس، أوهايو، الولايات المتحدة - الوفاة 8 أكتوبر 1972، عامل في مجال البنك ورجل سياسة. مثل ولاية كونيتيكت في مجلس الشيوخ الأمريكي من عام 1952 حتى عام 1963. هو أب الرئيس جورج بوش الأب وجدّ الرئيس جورج دبليو بوش.

## سنواته الأولى
كان فقيرا من عائلة فقيرة. توفي والده وهو عمره 3 سنوات.

## وفاته
بسبب داء السرطان في الثامن من أكتوبر عام 1972 عن عمر يساوي سبعة وسبعين سنة.

## روابط خارجية
- بريسكوت شيلدون بوش على موقع IMDb (الإنجليزية)
- بريسكوت شيلدون بوش على موقع إن إن دي بي (الإنجليزية)